# SIM Access Profile
Het Remote SIM Access Profile is een techniek die het voor een apparaat mogelijk maakt om via bluetooth, draadloos en automatisch verbinding te maken met de simkaart in een mobiele telefoon. Het remote SIM Access Profile is een van de profielen van bluetooth, een techniek voor draadloze verbindingen tussen apparaten die zich op korte afstand van elkaar bevinden.
Het remote SIM Access Profile wordt onder meer toegepast in vaste autotelefoons en maakt het mogelijk dat de "client" (in dit geval de autotelefoon) direct toegang krijgt tot de simkaart van een mobiele telefoon. Hiermee neemt de vaste autotelefoon de telefoonfunctie van de mobiele telefoon over: De zend-ontvangfunctie van de mobiele telefoon wordt in een stand-bymodus gezet. Dataverkeer en bellen niet meer via de mobiele telefoon mogelijk. Bellen is mogelijk via de vaste autotelefoon die deze functie overgenomen heeft.
Het voordeel van deze rsap-autotelefoons is een veel betere zend- en ontvangstkwaliteit. Dit door de inbouw van een vaste telefoon met antenne op het dak en een zender en ontvanger die een veel groter vermogen en daardoor groter bereik hebben dan een standaard mobiele telefoon. Daarnaast is een bediening mogelijk vanaf het stuur. De contacten kunnen overgenomen worden in de vaste autotelefoon zolang deze op de simkaart worden opgeslagen. Bij smartphones is dit vaak niet het geval: de contacten worden dan op het telefoongeheugen opgeslagen. Sms'en kan ook via de vaste autotelefoon.
In essentie wordt hiermee een klassieke autotelefoon gemaakt, maar dan met een virtuele simkaart en de daarbij behorende virtuele identiteit. Deze krijgt hij wanneer hij (via SIM Access Profile) kan verbinden met een mobiele telefoon.
Het nut hiervan is dat de vaste autotelefoon een belangrijkere rol kan spelen in het proces van telefoneren, waardoor de veiligheid onder het rijden verhoogd kan worden. Ook de zend- en ontvangstkwaliteit is beter bij rsap. Ook kan het de levensduur van de accu van de telefoon verlengen, aangezien deze nu nog slechts een verbinding hoeft te houden met de bluetoothpartner en niet met wisselende omstandigheden buiten de auto.
Ook kan er nu makkelijker (contactloos) voldaan worden aan de eis van de fabrikant (van telefoons) om een externe antenne te gebruiken voor communicatie tussen het interieur van de auto en de buitenwereld (in verband met het effect van de kooi van Faraday).